# 中國荒政史
中國自古即有所謂的荒政，遇到災荒時，朝廷必適當加以救助。西周時期荒政已初具雛形。《周礼·地官·大司徒》：“以荒政十有二聚万民。”

## 漢朝
汉宣帝时，耿寿昌首建常平倉，《汉书·食货志上》載：“时大司农中丞耿寿昌以善为算能商功利得幸於上……遂白令边郡皆筑仓，以穀贱时增其贾而糴，以利农，穀贵时减贾而糶，名曰‘常平仓’。民便之。”
漢殤帝延平元年（106年）大水，皇帝下诏说“撤膳损服，庶有补焉。其减太官、导官、尚方、内署诸服御珍膳靡丽难成之物。”

## 南北朝
南北朝有「六疾館」和「孤獨園」，專收窮人和孤兒。《南齊書·文惠太子傳》載：「太子與竟陵王子良具好釋氏，立六疾館以養窮民。」《梁書·武帝紀下》載：「辛巳，輿駕親祠南郊。詔曰：‘春司御氣，虔恭報祀，陶匏克誠，蒼璧禮備，思隨乾覆，布茲亭育。凡民有單老孤稚不能自存，主者郡郡縣咸加收養，贍給衣食，每令周足，以終其身。又於京師置孤獨園，孤幼有歸，華發不匱。若終年命，厚加料理。尤窮之家，勿收租賦。’戊子，大赫天下。」

## 隋朝
隋朝有義倉，《隋书·长孙平传》载：“开皇三年（583年），徵拜平度支尚书，奉令民每秋家出粟麦一石以上，贫富差等，储之闾巷，以备凶年，名曰义仓。”
开皇十六年（596年）朝廷下诏规定，社仓每秋收谷积储分上中下三等，“上户一石，中户七斗，下户四斗”。
隋代设立癘人坊是專門收容麻风病人的隔离病院。《續高僧傳》卷二記載： “收養癘疾，男女別坊；四時供承，務令周給。”

## 唐朝
唐代發展出病坊。《通鉴正误》载，“至德二载（757年），两京市各置济病坊，嗣后各州普遍之，多设于庙宇。”

## 宋朝
宋朝對急難救助發展到新的層次，史载：“宋之为治，一本于仁厚。凡赈贫恤患之意，视前代尤为切至。”邓拓統計過“两宋前后四百八十七年，遭受各种灾害，总计八百七十四次”。
宋朝的急難救助單位有福田院、居养院、安济坊、养济院等。宋朝還有負責助葬的机构，即漏泽园。天禧元年（1021年），“于京畿近郊佛寺买地，以瘗死之无主者。瘗尸，一棺给钱六百，幼者半之。”
《宋史·徽宗本纪》载：“辛未，置安济坊养民之贫病者，仍令诸郡县并置。崇宁元年（1102年）置安济坊于各路，收容贫病无靠者给予医药。”也有地方士紳出資者，《宋史·苏轼传》载：“乃裒羡缗得二千，复发橐中黄金五十两，以作病坊，稍畜钱粮待之。”
南渡后，绍兴十八年（1148年）八月二十三日药局改名為“太平惠民局”，《和剂局方》也改成《太平惠民和剂局方》。
南宋董煟編著《救荒活民書》是第一本救荒專書。
乾道七年（1171年），朱熹创办“五夫社仓”，并制订《社仓事目》。《社仓事目》规定：“丰年如遇人户请贷，即开两仓，存留一仓，若遇饥歉，则开第三仓，专赈贷深山穷谷耕田之民，庶几丰荒赈贷有节。”
朱熹分析说，“本军（指南康军）目前灾伤，人户多致流移，一离乡土，道路艰辛，往往失所。甚者横有死亡，抛下坟墓，田园、屋宇，便无人为主，一向狼籍，至今遗迹尚有存者。……今劝人户各体州县多方救恤之意，仰俟朝廷非常宽大之恩，各自安心著业。……不可容易流移，别致后悔。”
穆武王高继勋知瀛州時，“属岁大饥，谷价翔起，即召诸里富人谓曰：‘今半境之人，将转而入之沟壑。若等家固多积粟，能发而赈济之，若发济州将之命。’于是皆争出粟，王亦以其直予之，蒙活者万余人。”
罗彦辅在溧阳，道馑至相枕藉，乃“亟请常平米，又劝有米家，量力而出，下皆乐输。而就哺者，至不远百里，赖公以生者，不可胜计”。
向经知河阳，遇“大旱蝗，民乏食。经度官廪岁支无余，乃先以己圭田所入租赈救之”，“已而富人皆争效慕出粟，所全活甚众”。

## 元朝
元代设有广济提举司和惠民局。《元史·百官制》：“广济提举司，达鲁花赤一员，提举、同提举、副提举各一员。掌修合药饵，以施贫民。”中统二年（1261年）设置惠民局于大都，“大都惠民局，秩从五品。掌收官钱，经营出息，市药修剂，以惠贫民。”
至元八年（1271年）在全国廣設安乐堂，《元史·世祖本纪》载：“诏湖南行省于戍军还途，每四、五十里立安乐堂，疾者医之，饥者廪之，死者槁葬之，官给其需。”
元朝爆發灾害统计有513次。至正十一年（1351年）五月颍州有刘福通起事，“明知王法”，但“饥饿难当”，日後红巾军開始作亂，直到帝國滅亡。

## 明朝
朱元璋出身貧農階級，可以说是中国封建社会历史上对灾荒认识最深刻的一位帝王，他最重視民生，“即位九载，每度四时，虑恐失序而不调，独劳思于甚者”，因此明代前期对荒政较为重视，荒政执行情况良好。洪武十年（1377年），朱火元璋还杀延误救荒时机的钦差赵乾。
洪武三年（1370年），廣设惠民药局。《明史·职官志》载：“洪武三年置惠民药局，府设提领，州县设官医。凡军民之贫病者，给之医药。”
洪武七年（1374年），设养济院，《明史·食货志》载：“初，太祖设养济院收无靠者，月给粮。设漏泽院葬贫民。”
自洪武以后，“有司杂务日繁，前项便民之事，率无暇及。该部虽有行移，亦皆视为具文。是以一遇水旱饥荒，民无所赖，官无所措，公私交窘。”，明朝中期以后更是“无岁不告灾伤，一灾动连数省”。
张居正在改革期间并没有对荒政加以重视，朝廷官员们也没有在整顿荒政方面作出建设性的努力。火火火火火
崇祯初年荒象频现，之后渐次“流移满道，千里而内，十室九空……流民死者已众，未死者亦终死，其可幸无死者，独强悍无良之辈耳”。到崇祯十三年（1640年），“南北俱大荒……死人弃孩，盈河塞路”。

## 清朝
乾隆帝最重視賑災事宜，當時常平仓发展快速，超過四千萬石，由于官仓积粮过多，甚至造成米价波動。乾隆三年十一月二十四日（1739年1月3日）酉時發生平罗大地震，由於寧夏將軍阿魯處理得宜，傷亡不大。乾隆十三年全國儲備米糧仍有三千三百七十九萬石。乾隆四十六年（1781年）甚至爆發了甘肃冒赈案。